# (3504) Kholshevnikov
(3504) Kholshevnikov es un asteroide perteneciente al cinturón de asteroides, descubierto el 3 de septiembre de 1981 por Nikolái Stepánovich Chernyj desde el Observatorio Astrofísico de Crimea (República de Crimea).

## Designación y nombre
Designado provisionalmente como 1981 RV3. Fue nombrado Kholshevnikov en honor al astrónomo soviético ruso  Konstantin Vladislavoviĉ Ĥolŝevnikov.